# Campeonato Sul-Americano de Rugby sevens Feminino de 2021
O Campeonato Sul-Americano de Rugby sevens Feminino de 2021 foi um torneio classificatório para a Copa do Mundo de Rugby Sevens de 2022, na África do Sul. O torneio foi realizado em Montevidéu, Uruguai, de 11 a 12 de novembro. Brasil e Colômbia se classificaram para a Copa do Mundo após terminarem em primeiro e segundo, respectivamente. 

## Equipes
- Argentina
- Brasil[5]
- Chile
- Colômbia
- Costa Rica

- Guatemala
- Panamá
- Paraguai
- Peru
- Uruguai

## Fase de grupos

### Grupo A
| Equipe     | J | V | E | D | PP  | PC  | SP   |
| ---------- | - | - | - | - | --- | --- | ---- |
| Brasil     | 4 | 4 | 0 | 0 | 171 | 24  | 147  |
| Argentina  | 4 | 3 | 0 | 1 | 131 | 50  | 81   |
| Uruguai    | 4 | 2 | 0 | 2 | 100 | 59  | 41   |
| Costa Rica | 4 | 1 | 0 | 3 | 26  | 171 | -145 |
| Guatemala  | 4 | 0 | 0 | 4 | 29  | 153 | -124 |

| 11 novembro 2021 |       |           |                                |
| Uruguai          | 14-19 | Argentina | Carrasco Polo Club, Montevidéu |
|                  |       |           | Carrasco Polo Club, Montevidéu |

| 11 novembro 2021 |      |            |                                |
| Brasil           | 59-0 | Costa Rica | Carrasco Polo Club, Montevidéu |
|                  |      |            | Carrasco Polo Club, Montevidéu |

| 11 novembro 2021 |      |           |                                |
| Brasil           | 55-0 | Guatemala | Carrasco Polo Club, Montevidéu |
|                  |      |           | Carrasco Polo Club, Montevidéu |

| 11 novembro 2021 |      |            |                                |
| Uruguai          | 38-0 | Costa Rica | Carrasco Polo Club, Montevidéu |
|                  |      |            | Carrasco Polo Club, Montevidéu |

| 11 novembro 2021 |       |           |                                |
| Brasil           | 29-12 | Argentina | Carrasco Polo Club, Montevidéu |
|                  |       |           | Carrasco Polo Club, Montevidéu |

| 11 novembro 2021 |       |           |                                |
| Uruguai          | 36-12 | Guatemala | Carrasco Polo Club, Montevidéu |
|                  |       |           | Carrasco Polo Club, Montevidéu |

| 11 novembro 2021 |      |            |                                |
| Argentina        | 57-0 | Costa Rica | Carrasco Polo Club, Montevidéu |
|                  |      |            | Carrasco Polo Club, Montevidéu |

| 12 novembro 2021 |      |           |                                |
| Argentina        | 43-0 | Guatemala | Carrasco Polo Club, Montevidéu |
|                  |      |           | Carrasco Polo Club, Montevidéu |

| 12 novembro 2021 |       |         |                                |
| Brasil           | 28-12 | Uruguai | Carrasco Polo Club, Montevidéu |
|                  |       |         | Carrasco Polo Club, Montevidéu |

| 12 novembro 2021 |       |           |                                |
| Costa Rica       | 19-17 | Guatemala | Carrasco Polo Club, Montevidéu |
|                  |       |           | Carrasco Polo Club, Montevidéu |

### Pool B
| Team     | P | W | D | L | PF  | PA  | PD   |
| -------- | - | - | - | - | --- | --- | ---- |
| Colômbia | 4 | 4 | 0 | 0 | 105 | 15  | 90   |
| Paraguai | 4 | 3 | 0 | 1 | 101 | 17  | 84   |
| Chile    | 4 | 2 | 0 | 2 | 89  | 44  | 45   |
| Peru     | 4 | 1 | 0 | 3 | 44  | 48  | -4   |
| Panamá   | 4 | 0 | 0 | 4 | 0   | 215 | -215 |

| 11 novembro 2021 |       |       |                                |
| Colômbia         | 15-10 | Chile | Carrasco Polo Club, Montevidéu |
|                  |       |       | Carrasco Polo Club, Montevidéu |

| 11 novembro 2021 |      |      |                                |
| Paraguai         | 19-0 | Peru | Carrasco Polo Club, Montevidéu |
|                  |      |      | Carrasco Polo Club, Montevidéu |

| 11 novembro 2021 |      |        |                                |
| Paraguai         | 48-0 | Panamá | Carrasco Polo Club, Montevidéu |
|                  |      |        | Carrasco Polo Club, Montevidéu |

| 11 novembro 2021 |      |      |                                |
| Colômbia         | 17-0 | Peru | Carrasco Polo Club, Montevidéu |
|                  |      |      | Carrasco Polo Club, Montevidéu |

| 11 novembro 2021 |      |       |                                |
| Paraguai         | 29-7 | Chile | Carrasco Polo Club, Montevidéu |
|                  |      |       | Carrasco Polo Club, Montevidéu |

| 11 novembro 2021 |      |        |                                |
| Colômbia         | 63-0 | Panamá | Carrasco Polo Club, Montevidéu |
|                  |      |        | Carrasco Polo Club, Montevidéu |

| 11 novembro 2021 |      |      |                                |
| Chile            | 12-0 | Peru | Carrasco Polo Club, Montevidéu |
|                  |      |      | Carrasco Polo Club, Montevidéu |

| 12 novembro 2021 |      |        |                                |
| Chile            | 60-0 | Panamá | Carrasco Polo Club, Montevidéu |
|                  |      |        | Carrasco Polo Club, Montevidéu |

| 12 novembro 2021 |      |          |                                |
| Paraguai         | 5-12 | Colômbia | Carrasco Polo Club, Montevidéu |
|                  |      |          | Carrasco Polo Club, Montevidéu |

| 12 novembro 2021 |      |        |                                |
| Peru             | 44-0 | Panamá | Carrasco Polo Club, Montevidéu |
|                  |      |        | Carrasco Polo Club, Montevidéu |

## Final e Playoffs

### Semifinais
| 12 novembro 2021 |      |          |                                |
| Brasil           | 57-0 | Paraguai | Carrasco Polo Club, Montevidéu |
|                  |      |          | Carrasco Polo Club, Montevidéu |

| 12 novembro 2021 |       |           |                                |
| Colômbia         | 15-14 | Argentina | Carrasco Polo Club, Montevidéu |
|                  |       |           | Carrasco Polo Club, Montevidéu |

### Playoffs
9º lugar
| 12 novembro 2021 |      |        |                                |
| Guatemala        | 37-0 | Panamá | Carrasco Polo Club, Montevidéu |
|                  |      |        | Carrasco Polo Club, Montevidéu |

7º lugar
| 12 novembro 2021 |      |            |                                |
| Peru             | 38-5 | Costa Rica | Carrasco Polo Club, Montevidéu |
|                  |      |            | Carrasco Polo Club, Montevidéu |

5º lugar
| 12 novembro 2021 |       |       |                                |
| Uruguai          | 17-12 | Chile | Carrasco Polo Club, Montevidéu |
|                  |       |       | Carrasco Polo Club, Montevidéu |

3º lugar
| 12 novembro 2021 |      |          |                                |
| Argentina        | 24-5 | Paraguai | Carrasco Polo Club, Montevidéu |
|                  |      |          | Carrasco Polo Club, Montevidéu |

Final
| 12 novembro 2021 |      |          |                                |
| Brasil           | 36-5 | Colômbia | Carrasco Polo Club, Montevidéu |
|                  |      |          | Carrasco Polo Club, Montevidéu |

## Classificação final
| Legenda |                                                          |
| ------- | -------------------------------------------------------- |
|         | Classificado para a Copa do Mundo de Ruby Sevens de 2022 |

| Posição | Equipe     |
| ------- | ---------- |
| 1       | Brasil     |
| 2       | Colômbia   |
| 3       | Argentina  |
| 4       | Paraguai   |
| 5       | Uruguai    |
| 6       | Chile      |
| 7       | Peru       |
| 8       | Costa Rica |
| 9       | Guatemala  |
| 10      | Panamá     |

## References
1. ↑  «Tournament Preview – 2021 South American Women's 7's». Americas Rugby News (em inglês). 11 de novembro de 2021. Consultado em 1 de janeiro de 2022
2. ↑  «Sudamérica Rugby to decide two qualifiers for Rugby World Cup Sevens 2022». www.world.rugby. 10 de novembro de 2021. Consultado em 1 de janeiro de 2022. Cópia arquivada em 1 de janeiro de 2022
3. ↑  «Brazil and Colombia qualify for 2022 Rugby Sevens World Cup». Americas Rugby News (em inglês). 13 de novembro de 2021. Consultado em 1 de janeiro de 2022
4. ↑  «Brazil and Colombia qualify for Rugby World Cup Sevens 2022». www.world.rugby. 13 de novembro de 2021. Consultado em 1 de janeiro de 2022. Cópia arquivada em 18 de novembro de 2021
5. ↑  «Brazil names Yaras squad for Valentín Martínez 7s». Americas Rugby News (em inglês). 10 de novembro de 2021. Consultado em 1 de janeiro de 2022